# حسن محمد مكي
حسن محمد مكي سياسي واقتصادي يمني مخضرم تبوأ العديد من المناصب السياسية في فترة الملكية والجمهورية العربية اليمنية وحتى بعد وحدة شطري اليمن عام 1990.(ولد في1933 – م)، كان رئيس وزراء الجمهورية العربية اليمنية لأربعة أشهر في 1974، تم تعيينه من قبل الرئيس القاضي عبدالرحمن الإرياني. وقد استبدل بعد فترة وجيزة من الانقلاب الذي قاده إبراهيم الحمدي والذي أصبح رئيسا لمجلس القيادة العسكرية.

## النشأة
ولد في صبيا (المخلاف السليماني) التابعة للدولة الإدريسية ولكن عائلته انتقلت لليمن إثر استيلاء الملك عبدالعزيز آل سعود عليها فنشأ في عبس لواء حجة ومن ثم مدينة الحديدة في فترة المملكة المتوكلية اليمنية حيث درس هناك بالمدرسة السيفية قبل أن يتم ابتعاثه ضمن بعثة الأربعين إلى لبنان حيث حصل على الاعدادية من مدرسة المقاصد الخيرية الإسلامية ومن ثم حصل على الثانوية من حلوان بالمملكة المصرية في العام 1947 وحصل على البكالورويوس في الاقتصاد من روما في إيطاليا في العام 1951 وأكمل دراسته العليا في جامعة بولونيا.

## المناصب التي تولاها
في فترة الملكية
- مستشارا بوزارة الاقتصاد حتى العام 1962
- عضواً في المجلس الاعلى للإنعاش الزراعي
في فترة الجمهورية
- وكيلا لوزارة التجارة والاقتصاد
- رئيسا للبنك اليمني للإنشاء والتعمير
- وزيرا للاقتصاد
- وزيرا للخارجية
- مستشارًا لرئيس الوزراء للشئون الاقتصادية
- وزيرًا للمواصلات
- وزيرًا للخارجية مرة أخرى 1965- 1966 وقد كان من ضمن الوفد المعتقل بالقاهرة مع الاستاذ أحمد محمد نعمان والقاضي عبدالرحمن الإرياني.
- سفيرا في روما حتى 1970
- سفيرا في ألمانيا حتى 1972
- نائبًا لرئيس الوزراء للشئون الاقتصادية حتى عام 1974
- تعين رئيسًا للوزراء في حكومة التكنوقراط - آخر حكومة في عهد القاضي الإرياني الذي أزيح من السلطة بانقلاب أبيض قاده إبراهيم الحمدي.
- عاد إلى منصب نائب رئيس الوزراء للشئون الاقتصادية سنة 1974م
- سفيرًا في واشنطن ومندوبًا دائمًا لليمن لدى الأمم المتحدة حتى عام 1976م
- رئيسًا لجامعة صنعاء حتى 1977م
- سفيرا في روما حتى 1978 وكان هذا آخر منصب له في فترة الرئيس إبراهيم الحمدي
- نائبا لرئيس الوزراء ووزيرا للخارجية حتى 1980 وكان هذا أول منصب له في فترة الرئيس علي عبدالله صالح
- مستشارًا لرئيس الجمهورية ومن ثم نائبًا لرئيس الوزراء حتى عام 1990م
بعد الوحدة بين الشطرين
- نائبا أول لرئيس الوزراء حتى 1994
- مستشارًا لرئيس الجمهورية ثم سفيرًا لليمن لدى النمسا حتى سنة 2000م 
| سبقه القاضي عبد الله الحجري | رئيس وزراء الجمهورية العربية اليمنية 1974 | تبعه محسن العيني |